# Neoitamus tibialis
Neoitamus tibialis är en tvåvingeart som först beskrevs av Fallen 1814.  Neoitamus tibialis ingår i släktet Neoitamus och familjen rovflugor.
Artens utbredningsområde är Sverige. Inga underarter finns listade i Catalogue of Life.